# Brigade anti-sardinards
Pour les articles homonymes, voir BAS.
La Brigade anti-sardinards (BAS) est un collectif de la diaspora camerounaise opposé au président Paul Biya, à son régime et à ses soutiens. Elle est créée en octobre 2018 à Paris par un groupe de militants en réaction à l'élection présidentielle de la même année, qui a vu la réélection du président. 

## Histoire

### Origines et création
Membre du Collectif des organisations démocratiques de la diaspora camerounaise (CODE), fondé par Brice Nitcheu et Emmanuel Kemta, plus connu sous le nom de « combattant », est l'un des premiers à avoir lancé un appel au boycott des artistes ayant soutenu le président Paul Biya lors de l'élection de 2018. Une semaine après une première manifestation contre la victoire du président camerounais, organisée le 22 octobre 2018 devant l'ambassade du Cameroun en France, le BAS est créé. 
En réaction, des militants pro-Biya de la diaspora camerounaise ont créé l'éphémère Brigade anti-tontinards (BAT). 

## Actions
Le 26 janvier 2019, en réaction à ce qu'ils qualifient de « hold-up électoral » des dernières élections, quelques dizaines d'activistes du collectif s'introduisent dans l'ambassade du Cameroun en France et détruisent le portrait de Paul Biya. 
À Lyon, du 8 au 12 octobre 2019, le président Paul Biya participe à la 6e conférence pour reconstituer les ressources du Fonds mondial de lutte contre le sida, la tuberculose et le paludisme. Il est accueilli par ses partisans et hué par le BAS, qui a protesté contre sa présence à la conférence de Lyon.
Le 17 juillet 2021, des militants se réclamant de la BAS manifestent devant l'hôtel InterContinental de Genève, où séjournait le président Paul Biya.
Le 3 mars 2025, le ministre camerounais de la Jeunesse et de l'éducation physique, Mounouna Foutsou, en visite à Bruxelles, et l'ambassadeur du Cameroun en Belgique, Daniel Evina Abe'e, sont agressés par des dizaines de membres du collectif. Le ministre est enfariné et frappé à coups de pied et de poing. Une autre personne est traînée au sol sur quelques mètres. Des photos diffusées sur les réseaux sociaux montrent également l'ambassadeur ensanglanté et avec une entaille au visage.

## Polémiques

### Lien présumé avec le Mouvement pour la renaissance du Cameroun
Certains analystes politiques camerounais sont convaincus que la BAS est liée au Mouvement pour la renaissance du Cameroun (MRC), le parti du leader de l'opposition Maurice Kamto, qui conteste la victoire de Paul Biya à l'élection présidentielle. Cependant, le MRC nie tout lien avec la BAS, qui se dit apolitique.